# ATP Finals 2019 - Singolare
ATP Finals 2019 - singolare: Alexander Zverev era il detentore del titolo, ma è stato sconfitto in semifinale da Dominic Thiem.
In finale Stefanos Tsitsipas ha sconfitto Thiem col punteggio di 6(6)–7, 6–2, 7–6(4).

## Teste di serie
1. Rafael Nadal (round robin)
2. Novak Djokovic (round robin)
3. Roger Federer (semifinale)
4. Daniil Medvedev (round robin)

1. Dominic Thiem (finale)
2. Stefanos Tsitsipas (campione)
3. Alexander Zverev (semifinale)
4. Matteo Berrettini (round robin)

### Riserve
1. Roberto Bautista Agut (non ha giocato)

1. Gaël Monfils (non ha giocato)

## Tabellone

### Legenda
| - Q = Qualificato - WC = Wild card - LL = Lucky loser | - ALT = Alternate - SE = Special Exempt - PR = Protected Ranking | - w/o = Walkover - r = Ritirato - d = Squalificato |

 Parte Finale 
|  | Semifinali | Semifinali         | Semifinali         | Semifinali | Semifinali |  |  | Finale | Finale             | Finale | Finale | Finale |  |
|  |            |                    |                    |            |            |  |  |        |                    |        |        |        |  |
|  | 6          | Stefanos Tsitsipas | Stefanos Tsitsipas | 6          | 6          |  |  |        |                    |        |        |        |  |
|  | 3          | Roger Federer      | Roger Federer      | 3          | 4          |  |  | 6      | Stefanos Tsitsipas | 6(6)   | 6      | 7      |  |
|  | 5          | Dominic Thiem      | Dominic Thiem      | 7          | 6          |  |  | 5      | Dominic Thiem      | 7      | 2      | 6(4)   |  |
|  | 7          | Alexander Zverev   | Alexander Zverev   | 5          | 3          |  |  |        |                    |        |        |        |  |

 Gruppo Andre Agassi 
|   |                    | Nadal               | Medvedev            | Tsitsipas        | Zverev      | RR V-P | Set V-P   | Game V-P    | Classifica |
| 1 | Rafael Nadal       |                     | 6(3)–7, 6–3, 7–6(4) | 6(4)–7, 6–4, 7–5 | 2–6, 4–6    | 2–1    | 4–4 (50%) | 44–44 (50%) | 3          |
| 4 | Daniil Medvedev    | 7–6(3), 3–6, 6(4)–7 |                     | 6(5)–7, 4–6      | 4–6, 6(4)–7 | 0–3    | 1–6 (14%) | 36–45 (44%) | 4          |
| 6 | Stefanos Tsitsipas | 7–6(4), 4–6, 5–7    | 7–6(5), 6–4         |                  | 6–3, 6–2    | 2–1    | 5–2 (71%) | 41–34 (55%) | 1          |
| 7 | Alexander Zverev   | 6–2, 6–4            | 6–4, 7–6(4)         | 3–6, 2–6         |             | 2–1    | 4–2 (67%) | 30–28 (52%) | 2          |

La classifica viene stilata in base ai seguenti criteri: 1) Numero di vittorie; 2) Numero di partite giocate; 3) Scontri diretti (in caso di due giocatori pari merito); 4) Percentuale di set vinti o di games vinti (in caso di tre giocatori pari merito); 5) Decisione della commissione.
 Gruppo Björn Borg 
|   |                   | Djokovic            | Federer     | Thiem               | Berrettini  | RR V-P | Set V-P   | Game V-P    | Classifica |
| 2 | Novak Djokovic    |                     | 4–6, 3–6    | 7–6(5), 3–6, 6(5)–7 | 6–2, 6–1    | 1–2    | 3–4 (43%) | 35–34 (51%) | 3          |
| 3 | Roger Federer     | 6–4, 6–3            |             | 5–7, 5–7            | 7–6(2), 6–3 | 2–1    | 4–2 (67%) | 35–30 (54%) | 2          |
| 5 | Dominic Thiem     | 6(5)–7, 6–3, 7–6(5) | 7–5, 7–5    |                     | 6(3)–7, 3–6 | 2–1    | 4–3 (57%) | 42–39 (52%) | 1          |
| 8 | Matteo Berrettini | 2–6, 1–6            | 6(2)–7, 3–6 | 7–6(3), 6–3         |             | 1–2    | 2–4 (33%) | 25–34 (42%) | 4          |

La classifica viene stilata in base ai seguenti criteri: 1) Numero di vittorie; 2) Numero di partite giocate; 3) Scontri diretti (in caso di due giocatori pari merito); 4) Percentuale di set vinti o di games vinti (in caso di tre giocatori pari merito); 5) Decisione della commissione.

## Punteggi e vincite
- Il vincitore del torneo è in grassetto.

|                    | Punteggio ATP | Quota partecipazione | Premio round-robin | Premio fase finale | Vincite totali |
| ------------------ | ------------- | -------------------- | ------------------ | ------------------ | -------------- |
| Stefanos Tsitsipas | 1 300         | 153 000 $            | 306 000 $          | 952 000 $          | 1 411 000 $    |
| Dominic Thiem      | 800           | 153 000 $            | 306 000 $          | 402 000 $          | 864 000 $      |
| Roger Federer      | 400           | 153 000 $            | 306 000 $          | 0 $                | 459 000 $      |
| Alexander Zverev   | 400           | 153 000 $            | 306 000 $          | 0 $                | 459 000 $      |
| Rafael Nadal       | 400           | 153 000 $            | 306 000 $          | 0 $                | 459 000 $      |
| Novak Đoković      | 200           | 153 000 $            | 153 000 $          | 0 $                | 306 000 $      |
| Matteo Berrettini  | 200           | 153 000 $            | 153 000 $          | 0 $                | 306 000 $      |
| Daniil Medvedev    | 0             | 153 000 $            | 0 $                | 0 $                | 153 000 $      |